# Páni z Roupova
Páni z Roupova (též Roupovcové z Roupova) byli český nejprve vladycký a později panský rod. Své jméno získali podle hradu Roupov u Přeštic.

## Historie

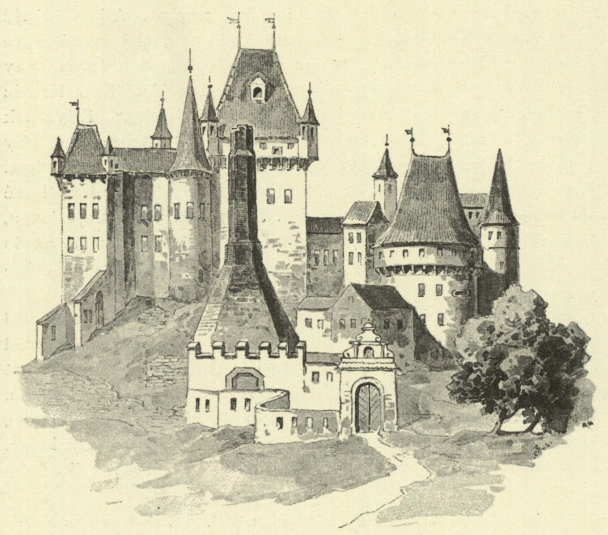
Možná středověká podoba rodového hradu Roupov

Páni z Roupova svůj původ odvozují z rodu, z něhož vyšli i Kaničtí z Čachrova, Fremutové ze Stropčic, Miřkovští ze Stropčic a některé další rody. Jejich předkem byl Otík ze Skočce († po 1359). Roupov u Přeštic získal před rokem 1378 jeho syn Něpr († asi 1401), který byl dvořenínem arcibiskupa Jana z Jenštejna spolu s Arklebem. Po jeho smrti zdědil Roupov Purkart († 1412), jehož původ je nejasný.
Purkarta přežili tři z jeho synů – Jan († 1448), Purkart († 1448–1449) a Hynek († 1460–1462), kteří na počátku husitských válek stáli za katolíky, ovšem po bitvě u Tachova (1427) se spojili s Tábory. Díky tomuto spojenectví získali značné jmění.
Janův syn, taktéž Jan († po 1493) zůstal věrný králi Jiřímu z Poděbrad, působil jako správce panovnického dvora a v letech 1486–93 vykonával post nejvyššího písaře. Některé prameny naznačují, že právě on získal povýšení do panského stavu. Jana přežili tři z jeho synů (Hynek, Jiřík a Václav), kteří si rozdělili dědictví, jelikož Hynek – autor díla Život svaté Reginy († po 1528) – vstoupil do Kartuziánského řádu, rozdělil se majetek na dvě části, ze kterých vznikly pošlosti pojmenované podle víry, která v tomto období rozdělovala celou zemi – tedy pošlost podobojí a pošlost katolická.

### Pošlost podobojí
Tuto pošlost založil Václav († 1555) roku 1493 pravděpodobně po smrti svého otce Jana, po kterém zdědil Prachatice a Bynice. Prachatice prodal roku 1501, prodal také Bynice. Roku 1512 koupil se svou ženou Annou z Gutštejna Bělou, dále mu patřil Touškov, Čeminy, Tuchoděly a Žitenice. Kvůli své špatné finanční situaci musel prodal část svých statků v roce 1554, druhá část byla prodána po jeho smrti v roce 1555. Jeho synům Janovi a Václavovi († asi 1582) tak zůstaly pouze Žitenice, které byly zadluženy. I Žitnice prodali, Václav se usadil ve mlýně a zemřel roku 1582 bez mužského potomka. Jeho bratr Jan sídlil v tvrzi, oženil se s Annou z Vřesovic. Tímto sňatkem získal Trnovany a s Annou zplodil tři syny: Petra Oldřicha, který roku 1590 onemocněl duševní chorobou, do té doby spravoval Žitenice a Trnovany, Jana Šťastného († 1590–1592) a Václava Viléma, na něhož přešel i majetek bratrů.
Václav Vilém z Roupova se správy majetku ujal až roku 1608, v roce 1611 mu byly dědičně prodány Žitenice. Jelikož byl politicky a nábožensky velmi aktivní byl císařem Matyášem jmenován královským radou a komorníkem. Krátce poté se stal i nejvyšším úředníkem přes finance. V této době již byl ženatý s Alenou Rýzmberskou ze Švihova. Roku 1618 byl vedle Thurna stal jednou z vůdčích sil stavovského povstání, snažil se o vypuzení Ferdinanda II. a přál si zvolení Fridricha Falckého do funkce nejvyššího kancléře. Po bitvě na Bílé hoře emigroval, 16. dubna 1621 jej odsoudili ke ztrátě cti, trestu smrti a konfiskaci majetku. Byl uvržen do klatby a jeho jméno viselo na šibenici. Tuto dobu strávil v Berlíně a roku 1627 žádal ve Vídni o prominutí, které nakonec dostal. V roce 1631 se vrátil do vlasti spolu s nepřítelem a ujal se svých původních statků. Zařídil pohřeb 27 českých pánů. Snažil se vše vrátit do starých kolejí, avšak v roce 1634 jej znovu odsoudili k zabavení majetku. Od roku 1632 bydlel v Drážďanech, kde působil jako kurfiřtský rada a vojenský komisař. Závětí z 21. července 1641 svoje jmění odkázal dcerám Ester a Kateřině. V roce 1641 se vrátil na české území spolu se Švédy, zemřel 20. září v Litoměřicích, pohřben je v Drážďanech.
Posledním mužským potomkem této větve, Václavem Vilémem z Roupova, vymřela pošlost v roce 1641 po meči.

### Pošlost katolická
Jan jinak Jiřík, Janův syn a Václavův bratr držel hrad Roupov. V mládí sloužil na papežském dvoře v Římě a byl radou krále Ferdinanda. Získal Nezvětice a držel statky Chotěšovského kláštera, na které obdržel roku 1535 potvrzení. Zemřel roku 1540. Jeho manželkou byla Markéta z Klinštejna. Synové Volf, Adam a Kryštof postoupili roku 1543 Nezvětice matce a prodali Hlohovou. Po Volfově smrti se ostatní rozdělili a založili nové pošlosti.

#### Adamova pošlost
Adam se ujal Roupova a zemřel mezi léty 1570–1573. S manželkou Lidmilou z Vartenberka zplodil čtyři syny. První syn Jan obdržel při dělení majetku roku 1573 Nezdice, půl Kolovče a jisté vesnice. K tomu koupil roku 1581 polovičku Roupova. Získal i druhou půlku a roku 1607 prodal celý Roupov Janovi z Klenového. Byl dvakrát ženat. Jeho první manželkou byla Dorota Bezdružická z Kolovrat a druhou manželkou byla Benigna ze Švamberka; ta držela po rodičích Souměř a Oleš, které mezi léty 1592–1593 prodala. Syny měl tři: Jan Adam zdědil po manželce Elišce z Martinic, ovdovělé Zajícové statek Telce, pak byl komisařem při stavovské direkci a roku 1610 byl hejtmanem Slanského kraje. Ale roku 1622 byl odsouzen ke ztrátě veškerého jmění. Jiří Adam, druhý syn, vyženil s Marjánou z Předboře ovdovělou Říčanskou a Náchodskou statek Nový Studenec a Předboř, ale žel v letech 1618–1620 pobuřoval lid a byl účastníkem stavovského povstání, odjel ze země a v roce 1622 byl odsouzen ke ztrátě všeho jmění. Jeho manželka Marjána z Předboře zemřela roku 1621. Třetí syn Jan byl také činný v povstání, ale po odsouzení dosáhl roku 1626 odpuštění a patřil mu Hrušov, který zdědil po manželce Elišce ze Štampachu. Hrušov potom prodal, odjel pro víru ze země, vrátil se roku 1631 s nepřítelem a ujal se Manětína. Přitom byl roku 1634 podruhé odsouzen. V cizině žil ještě roku 1647.
Druhý syn Adama, Hynek, obdržel roku 1573 Srbice a díl Kolovče. Roku 1580 je prodal. Potom koupil Vrchotovy Janovice, které opět prodal roku 1603. Zemřel nedlouho potom, přesto přečkal syna Adama.
Třetí Adamův syn, Vilém, dostal roku 1573 polovici Roupova, kterou roku 1581 prodal bratrovi. Zdědil totiž po svém strýci Janovi z Vartemberka, který zemřel po roce 1579 statek Napajedla na Moravě, který však roku 1600 prodal. S první manželkou Annou Krajířovou z Krajku vyženil Horní Němčice na Moravě, za něž si vyměnil roku 1597 Červený Martínkov. Od druhé manželky Aleny ze Zástřizl, ovdovělé Krajířové z Krajku koupil roku 1599 Mladoňovice, které roku 1616 prodal. Předtím se stal zápisným držitelem znojemského hradu. V letech 1613-1616 působil jako nejvyšší sudí a v letech 1617–1618 vykonával post nejvyššího komorníka markraběte moravského. Kromě syna Zdeňka měl ještě několik dcer. Zdeněk vyženil roku 1610 se Zuzanou Molovou z Modřic statky Lesonice a Budkov a po otci zdědil Martínkov. S druhou manželkou Annou Voršilou z Říčan dostal Mladoňovice. Roku 1625 mu sice veškeré statky propadly, ale byly mu vráceny. Zemřel po roce 1649. Budkov držel jeho syn Jan, jenž ovšem zemřel již před rokem 1666. Snad Janův syn Vilém, jenž s Johankou Eliškou ze Žerotína, vyměnil statek Hustopeč a prodal ho roku 1679.
Čtvrtý syn Adama, Kryštof Karel, dostal při dělení půl Roupova a Vřeskovice, ale roku 1584 je prodal bratru Janovi. Získal Maršovice, roku 1588 koupil Humpolec, potom je prodal. Okolo roku 1602 přikoupil Heralec a roku 1617 Manětín. V době stavovského povstání v letech 1618–1620 se střídavě přikláněl na obě strany, přesto byl po jeho smrti majetek zkonfiskován. Jeho manželkou se stala Alena z Valdštejna.

#### Kryštofova pošlost
Třetí syn Jana a Markéty z Klinštejna, Kryštof, vlastnil roku 1551 Vildštejn, který věnoval manželce Sidonii Šlikové. Později držel Spálené Poříčí a Blatnici a roku 1587 koupil Libochovany. Zastával funkce královského rady, hejtmana Plzeňského kraje a zemřel v Praze 24. listopadu 1590. Jeho nejstarší syn Jiří, který zemřel roku 1594, vlastnil Planou. Ostatní: Jan Štěpán, Kryštof Albrecht a Volf Adam prodali roku 1596 Libochovany. Volf studoval v letech 1604–1605 u jezuitů v Jindřichově Hradci a Kryštof byl v letech 1605–1612 kraječem u císaře Rudolfa a roku 1611 nařízeným nejvyšším plukovníkem nad pěšáky.

## Erb
O nejstarším vývoji erbu Roupovských nás nejspolehlivěji informují pečeti. K roku 1391 je doložena pečeť Něpra z Roupova, na které je ve štítu kůl. V roce 1505 Hynek, syn Jana z Roupova krátce po roce 1500 povýšeného do panského stavu, užil pečeť s erbem, v kterém je ve štítu i v klenotu orlice. V roce 1511 jeho bratr Václav pečetil rovněž štítem s orlicí, ale v klenotu je orlice mezi buvolími rohy. Tinktury erbu jsou poprvé, ale evidentně nesprávně doložené v tzv. Aule Caroli Quarti – ve zlatém štítu černý kůl. Bartoloměj Paprocký v Diadochu popisuje erb jako ve stříbrném štítu černý kůl, který byl po povýšení do panského stavu překryt zlatou orlicí. Ke klenotu se nevyjadřuje, pouze uvádí, že původní erb s kůlem nadále používají členové rodiny, na které se povýšení do panského stavu nevztahovalo. Tyto tinktury potvrzují i další heraldické prameny.
Asi do roku 1500 používali tedy Roupovští erb ve stříbrném štítu černý kůl, klenot černé buvolí rohy, přikryvadla černo-stříbrná. Po roce 1500 měli členové rodu povýšení do panského stavu erb ve stříbrném štítu černý kůl překrytý zlatou orlicí, klenot mezi černými buvolími rohy zlatá orlice, přikryvadla černo-stříbrná.

## Příbuzenstvo
Spojili se s Hodějovskými, Kolovraty, Krajíři, Martinici či pány z Říčan.